# Металлизация

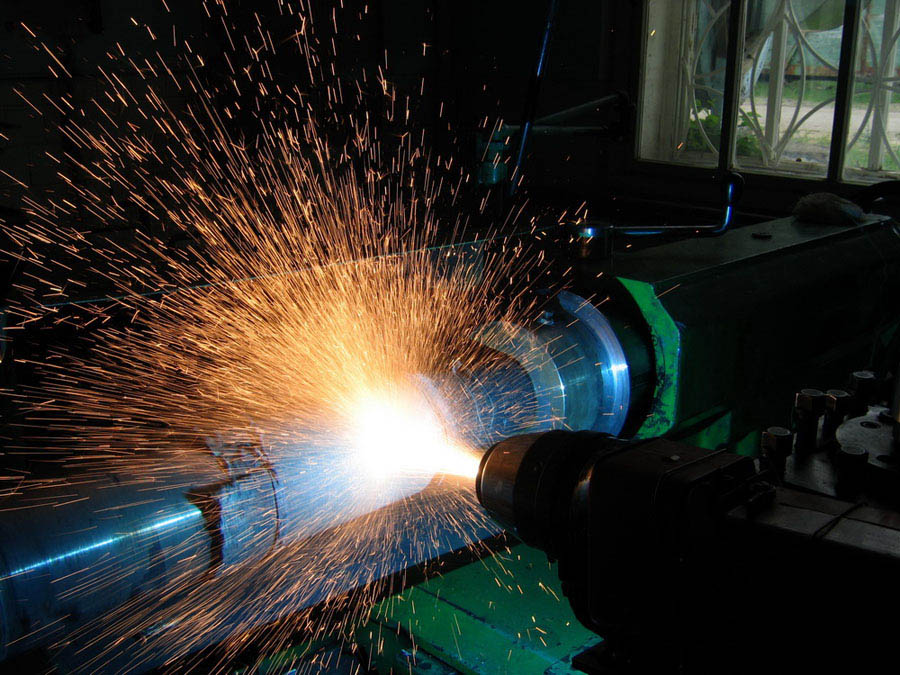
Электродуговая металлизация

Металлиза́ция — метод модификации свойств поверхности изделия путём нанесения на его поверхность слоя металла (металлического покрытия). Металлизации подвергаются как неметаллические поверхности (стекло, бетон, пластмасса), так и металлические. В последнем случае металлизацией наносится другой материал, например, более твёрдый или коррозионно-стойкий (хромирование, цинкование, алюминирование, золочение). Часто «металлизацией» называют - напыление металла методами газотермического напыления.
По наносимому материалу выделяют алитирование, цинкование, хромирование и др.

## Применение
- Создание металлизированных отверстий у двухсторонних и многослойных печатных плат;
- Изготовление терморезисторов.

## Технологии
Среди методов металлизации можно отметить газотермическое напыление, холодное газодинамическое напыление, горячее алюминирование и цинкование, плакирование, гальванику, PVD-процесс. а также вакуумное напыление.

### Технология покрытия АБС-пластика
Деталь из АБС-пластика сначала подвергается механической абразивной обработке, затем химическое обезжиривание в щелочных растворах или растворах ПАВ, далее химически травится, например, погружением в раствор серной и хромовой кислот. Травленая поверхность активируется погружением сначала в раствор хлорида олова, затем в раствор хлорида палладия. Затем поверхность покрывается электролитически медью или никелем.

## История
В 1835 году Юстус Либих открыл метод покрытия стекла металлическим серебром, что позволяет назвать стеклянное зеркало одним из первых металлизированных предметов.
Металлизация других неметаллических объектов стала активно развиваться после открытия АБС-пластика.